# پائولو توستی

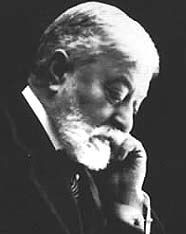
فرانچسکو پائولو توستی

فرانچسکو پائولو توستی (به ایتالیایی: Francesco Paolo Tosti) ‏(۹ آوریل ۱۸۴۶ در اورتونا — ۲ دسامبر ۱۹۱۶ در رم) آهنگ‌ساز و مدرس آواز ایتالیایی بود. ترانه‌های او در دورهٔ ادواردی در انگلستان محبوبیت بالایی داشتند.

## زندگی
توستی در اورتونا و ناپل دانش موسیقی را آموخت و به آموزش موسیقی پرداخت.
در ۱۸۷۵ به لندن، انگلستان سفر کرد و پس از اجرای چند کنسرت موفق به‌عنوان مدرس در آن‌جا ساکن شد. در ۱۸۸۰ مدرس آواز خانواده سلطنتی بریتانیا گردید. در ۱۸۹۴ به استادی آواز آکادمی موسیقی سلطنتی انتخاب گردید. در ۱۹۰۸ موفق به دریافت نشان شوالیه گشت.
ترانه‌های توستی در دورهٔ ادواردی و به‌ویژه در سالن‌ها محبوبیت بالایی داشتند. توستی در ۱۹۱۲ به رم بازگشت تا سال‌های بازنشستگیش را در آن‌جا بگذراند.